# گرونکراوت
گرونکراوت (به آلمانی: Grünkraut) یک شهر در آلمان است که در رافنسبورگ واقع شده‌است. گرونکراوت ۲٬۹۹۸ نفر جمعیت دارد.